# Chestertown
La ville de Chestertown est le siège du comté de Kent, situé dans l’État du Maryland, aux États-Unis. Sa population s’élevait à 5 252 habitants lors du recensement de 2010, estimée à 5 064 habitants en 2017.

## Histoire
La localité a été fondée en 1706.

## Démographie
| Groupe            | Chestertown | Maryland | États-Unis |
| ----------------- | ----------- | -------- | ---------- |
| Blancs            | 74,2        | 58,2     | 72,4       |
| Afro-Américains   | 20,4        | 29,4     | 12,6       |
| Métis             | 2,3         | 2,9      | 2,9        |
| Asiatiques        | 1,8         | 5,5      | 4,8        |
| Autres            | 1,1         | 3,6      | 6,2        |
| Amérindiens       | 0,3         | 0,4      | 0,9        |
| Total             | 100         | 100      | 100        |
|                   |             |          |            |
| Latino-Américains | 4,2         | 8,1      | 16,7       |

## Source
- (en) Cet article est partiellement ou en totalité issu de l’article de Wikipédia en anglais intitulé « Chestertown, Maryland » (voir la liste des auteurs).

1. ↑  (en) « Chestertown, MD Population - Census 2010 and 2000 », sur censusviewer.com (consulté le 2 mars 2016).
2. ↑  (en) « Population of Maryland - Census 2010 and 2000 », sur censusviewer.com (consulté le 2 mars 2016).